# HD 115709
HD 115709，又名BD+04 2721，SAO 119867、HR 5021，是一颗恒星，视星等为6.62，位于銀經319.73，銀緯65.66，其B1900.0坐标为赤經13h 13m 47.1s，赤緯+4° 65.66′ 51″。